# Fana Ashby
Pour les articles homonymes, voir Ashby.
Fana Ashby (née le 15 juin 1981) est une athlète trinidadienne spécialiste du sprint.

## Biographie

### Palmarès
| Date | Compétition                                      | Lieu              | Résultat | Épreuve   | Performance |
| ---- | ------------------------------------------------ | ----------------- | -------- | --------- | ----------- |
| 1998 | Championnats du monde juniors                    | Annecy            | 6e       | 100 m     | 11 s 65     |
| 2000 | Championnats du monde juniors                    | Santiago du Chili | 3e       | 100 m     | 11 s 47     |
| 2003 | Championnats d'Amérique centrale et des Caraïbes | Grenade           | 1re      | 100 m     | 11 s 32     |
| 2003 | Jeux panaméricains                               | Saint-Domingue    | 8e       | 100 m     | 11 s 52     |
| 2003 | Jeux panaméricains                               | Saint-Domingue    | 4e       | 4 x 100 m | 43 s 97     |
| 2005 | Championnats d'Amérique centrale et des Caraïbes | Nassau            | 3e       | 100 m     | 11 s 40     |

### Records
| Épreuve    | Performance | Lieu           | Date         |
| ---------- | ----------- | -------------- | ------------ |
| 100 mètres | 11 s 12     | Port-d'Espagne | 19 juin 2004 |
| 200 mètres | 23 s 05     | Port-d'Espagne | 21 juin 2003 |

| Épreuve    | Performance | Lieu         | Date         |
| ---------- | ----------- | ------------ | ------------ |
| 60 mètres  | 7 s 18      | Fayetteville | 12 mars 2005 |
| 200 mètres | 22 s 91     | Fayetteville | 11 mars 2005 |